# Gare de Killester
La gare de Killester est une gare ferroviaire irlandaise du Dublin Area Rapid Transit (DART). Elle est située à Killester dans la ville de Dublin.

## Situation ferroviaire
Gare précédente : gare de Harmonstown, gare suivante : gare de Clontarf Road.